# Hüfferstiftung

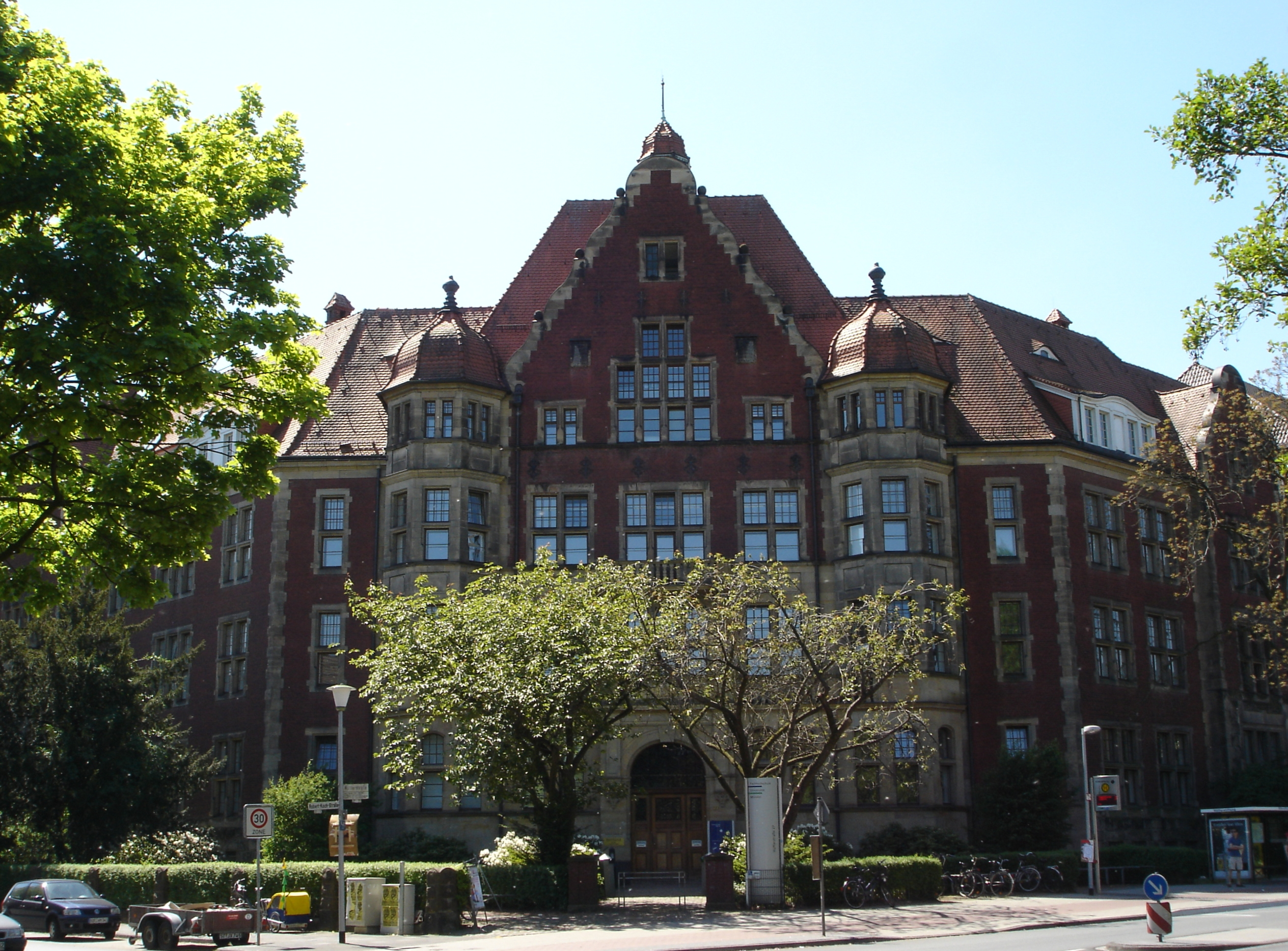
Vorderansicht mit Haupteingang der Hüfferstiftung

Die Hüfferstiftung ist eine im Jahre 1893 in der westfälischen Stadt Münster gegründete soziale, caritative Stiftung und gleichzeitig die übliche Bezeichnung des für die Stiftung errichteten Gebäudes. Das Gebäude diente über 80 Jahre lang als Heilanstalt für die Behandlung und Heilung orthopädisch Kranker. Seit der Verlegung der Klinik beherbergt das Bauwerk mehrere Einrichtungen der Universität Münster sowie der FH Münster, darunter das Präsidium der FH. Seit 2018 findet eine umfassende Sanierung des Stiftungsgebäudes statt.

## Gebäude
Vor dem Bau der Hüfferstiftung war die Heilanstalt für orthopädische Gebrechen an der Bergstraße 65 in Münster angesiedelt. Dieser erste Bau wurde versuchsweise für eine Einrichtung zum 1. April 1889 angemietet. Zu diesem Zeitpunkt stellte die Klinik die erste caritative Heilanstalt im Bereich orthopädischer Krankheiten in Deutschland dar. In den ersten fünf Jahren wurden hier etwa 800 Patienten behandelt und mehr als 50 % geheilt. Während die Räumlichkeiten zu Beginn für rund 15 bis 18 Patienten ausgelegt waren, konnte die Kapazität im weiteren Verlauf durch Anbauten auf bis zu 50 Patienten erhöht werden. Dennoch waren die Kapazitäten bei weitem nicht ausreichend, so dass von Wilhelm Hüffer, Geschäftsführer der Stiftung und Neffe des Stiftungsgründers, am 25. Oktober 1898 ein Neubau des Stiftungsgebäudes vorgeschlagen wurde.
Die Vorbereitungen für diesen Neubau begannen im Jahre 1899, als südlich des Schlossgartens ein Grundstück angekauft wurde. Die Kosten für die Errichtung des Gebäudes, entworfen von dem münsterischen Architekten Alexander Cazin, wurden mit 450.000 Mark beziffert. Die Grundsteinlegung für die neue Hüfferstiftung fand am 5. Mai 1902 statt, dem Todestag des Stiftungsgründers. 19 Monate später, am 5. Dezember 1903, wurde der Neubau feierlich eröffnet. Er war für die damaligen Verhältnisse modern eingerichtet, verfügte er doch über moderne medizinische Instrumente, Aufzüge und großzügige Gärten. Insgesamt bot die neue Klinik Platz für rund 160 Patienten. Ein ungewöhnliches architektonisches Detail war das für Nord- und Westdeutschland eher untypische Biberschwanzdach.
Auch nach der Übertragung der Stiftung an die Stadt Münster im Jahre 1922 und dem Zusammenschluss mit der Chirurgischen Klinik des Universitätsklinikums Münster im Jahre 1938 war in diesem Gebäude weiterhin die orthopädische Klinik untergebracht, wenn auch ergänzt durch weitere Fachbereiche und die damit notwendig gewordenen Anbauten. In der NS-Zeit wurden hier für die Kreise Münster, Coesfeld und Lüdinghausen Zwangssterilisationen durchgeführt. Erst nach der Fertigstellung des neuen Zentralklinikums im Jahre 1983 verließ die Klinik das Gebäude der Hüfferstiftung und bezog 1984 die Räumlichkeiten im neuen Klinikum. Gleichzeitig kam es zur Verlegung von Einrichtungen der münsterschen Hochschulen in die freigewordene Hüfferstiftung, darunter das Rektorat der Fachhochschule Münster, das Prüfungsamt der Wirtschaftswissenschaftlichen Fakultät der Westfälischen Wilhelms-Universität und die Mensa Hüfferstift.
Seit 2018 wird das Gebäude der Hüfferstiftung saniert, um Teil eines neuen Campus für die Hochschulen zu werden. Die bisher in der Hüfferstiftung untergebrachten Fachbereiche der Fachhochschule wurden bereits vorübergehend an andere Standorte verlegt.

## Stiftung
Die eigentliche Stiftung geht auf Wilhelm Hüffer zurück, den dritten Sohn des münsterschen Oberbürgermeisters Johann Hermann Hüffer. Aufgrund seiner Geschäfte in Frankreich und Amerika zu bedeutendem Wohlstand gekommen, engagierte er sich ab seinem 50. Lebensjahr für die Restaurierung wertvoller Kunstschätze in Italien, vergaß dabei seine Heimatstadt Münster jedoch nicht. So gründete er nach dem Erfolg der seit 1889 versuchsweise betriebenen orthopädischen Heilanstalt am 13. November 1893 dafür eine eigene Stiftung. Entsprechendes ist auch in der Stiftungsurkunde zu lesen, deren § 1 lautet:
„Der Stifter ist Wilhelm Hüffer und die Bestimmung ist die Heilung krüppelhafter Gebrechen in Münster.“
Maßgeblicher Anteil an der Gründung der Stiftung und der entsprechenden Heilanstalt ist offenkundig Wilhelms Bruder Eduard zuzurechnen, der in der eigenen Familienzeitung Julia über ein indirektes Ersuchen eines Temmink berichtete:
„Im Herbste 1888 kam ein junger Mann zu mir, um mir im Auftrage des Dr. Temmink […] ein Paket zu überreichen; ich entwickelte dasselbe und fand zu meinem erstaunen den Gipsabguß eines höchstgradigen Klumpfusses. Der junge Mann selbst, der augenscheinlich jetzt zwei ganz normale Füße besaß, erzählte mir, dass er schon vor 3 Jahren sich bei dem Herrn Temmink vorgestellt habe, um seinen Klumpfuss heilen zu lassen; derselbe habe ihm erklärt, dass er zwar geheilt werden könne, dass die Kosten aber jedenfalls über seine Mittel hinausgehen würden; er habe sich dann nach Melbourne in Australien eingeschifft und sei es seiner Tätigkeit gelungen, soviel zu verdienen, dass er die monatliche Kur bestreiten konnte.“
Ziel der Stiftung war die Behandlung orthopädischer Krankheiten, insbesondere auch der unteren Bevölkerungsschicht. So gehörten mehr als die Hälfte aller behandelten Patienten dieser Schicht an. Für die Behandlung dieser Patienten wurden pro Tag 1,50 Mark im Falle von Minderbemittelten und eine Mark im Falle von Armen bei Vorlage eines Armutszeugnisses berechnet. Wohlhabendere Patienten zahlten je nach Klasseneinteilung 4 bzw. 6 Mark.
Neben den allgemeinen Bestimmungen enthielt die Satzung der Stiftung mit § 20 eine Besonderheit: Sollte es zu einer Änderung in der Sozialgesetzgebung kommen, die eine Fürsorge für orthopädisch Kranke vorsieht, so sollte das Stiftungsvermögen an die Stadt Münster übergehen. Mit dem preußischen Erlass zur „Krüppelfürsorge“ vom 6. Mai 1920 sollte dieser Fall eintreten. Ab dem 1. Oktober 1920 waren die Landesarmenverbände zur Fürsorge entsprechend erkrankter Personen verpflichtet. Im Jahre 1922 kam es dann zur Übertragung der bis dato eigenständigen Stiftung an die Stadt Münster, endgültig vertraglich festgelegt am 6. Juni 1925. Zu dieser Zeit belief sich das Vermögen auf 1.194.313,45 Reichsmark. Seitdem besteht sie als rechtlich unselbständige Stiftung unter Verwaltung der Stadt Münster weiter. Satzungsgemäß blieb jedoch ihr Name bestehen.